# Elson Hooi
Elson Hooi (Willemstad, 1º ottobre 1991) è un calciatore olandese, attaccante svincolato.

## Carriera

### Club
Nella stagione 2012-2013 ha segnato 4 gol in 33 presenze nella prima divisione olandese ed un gol in 3 presenze in Coppa d'Olanda. Ha inoltre giocato per sei mesi in prestito nel Viborg, squadra della massima serie danese; dal 2016 gioca all'Ermis Aradippou, nella massima serie cipriota.

### Nazionale
Ha esordito in nazionale nel 2015. Nel 2017 e nel 2019 ha partecipato alla CONCACAF Gold Cup.